# Al-Asliha
Al-Asliha (arab. الاصلحا) – wieś w Syrii, w muhafazie As-Suwajda. W 2004 roku liczyła 361 mieszkańców.